# Гефер, Эдмунд
Эдмунд Франц Андреас Гефер (нем. Edmund Franz Andreas Hoefer (Höfer); 1819, Грайфсвальд, Германия — 1882, Канштадт, Германия) — немецкий писатель. Изучал филологию и историю в Гейдельбергском университете. Первые работы опубликованы в 1845. Новеллы («Aus dem Volk»), романы («Norien», «Der Junker» и др.), сборник пословиц «Wie das Volkspricht» (8-е издание 1876). Собрание сочинений 1882.